# François De Coninck (1810-1878)
Pierre François De Coninck (Lebbeke, 20 februari 1810 – Elsene, 2 juli 1878) was een Belgisch pianist en componist.
Hij werd geboren binnen het gezin van horlogemaker Jean De Coninck en Anne Thérèse Wesemael. Hijzelf was getrouwd met Eugenie Justine Duvallier. Hij was erelid van de "Koninklijke Academie van Stockholm" en "Koninklijke vereniging van schone kunsten en letteren" in Gent.
Zijn eerste stappen in de muziek werden al op achtjarige leeftijd gezet; hij kreeg muzieklessen van zijn broer. Daarna volgde zelfstudie aan de hand van de gids van Charles Simon Catel. Daarna volgde wederom een pianostudie en dit keer bij Jacques Gregoir. In 1833 verhuisde hij naar Dendermonde en gaf muzieklessen. Tevens trad hij op als pianist. Hij verbleef na 1838 enige tijd in Gent, maar verhuisde snel naar Parijs alwaar lessen volgden van Friedrich Kalkbrenner. Na die studie vestigde hij zich als pianoleraar te Etterbeek en Sint-Pieters-Woluwe. Het lesgeven zou het voor langere tijd doen en hij leverde een behoorlijk aantal leerlingen af.
Van zijn hand verscheen een aantal composities:
- Le travail (voor mannenkoor)
- L’espérance (voor mannenkoor)
- Salut au mois de man (voor mannenkoor)
- Le lion belgique (opus 27, vierstemmig koor a capella)
- Hymne au soleil, choeur triomphal (vier gelijke stemmen met pianobegeleiding vierhandig)
- La mère du jeune (opus 58, voor sopraan en piano met begeleiding van cello, viool of klarinet)
- Nocturne in la
- Le départ des mariniers
- Dolce far-niente (opus 21, voor piano)
- Nocturne (opus 22, voor piano)
- La danse des pappilons (opus 31, voor piano)
- La jeune captive (opus 65)
- Le chevalier errant
- Au rossignol
- Je ne blasphème plus (mélodie pour basse)
- Dans les montagnes Tyrolienne (opus 40)
- Perles mélodiques (opus 43)

Hij schreef voorts het boekwerk Cours de piano d’après un nouveau système d’étude, opgedragen aan Koning Leopold I van België.
- Gemeinsame Normdatei: 1056153431
- International Standard Name Identifier: 0000 0004 3591 9164
- Virtual International Authority File: 309733039
- WorldCat: E39PBJvhqmfqtvyRGmXHTmCWjC